# Нам чім

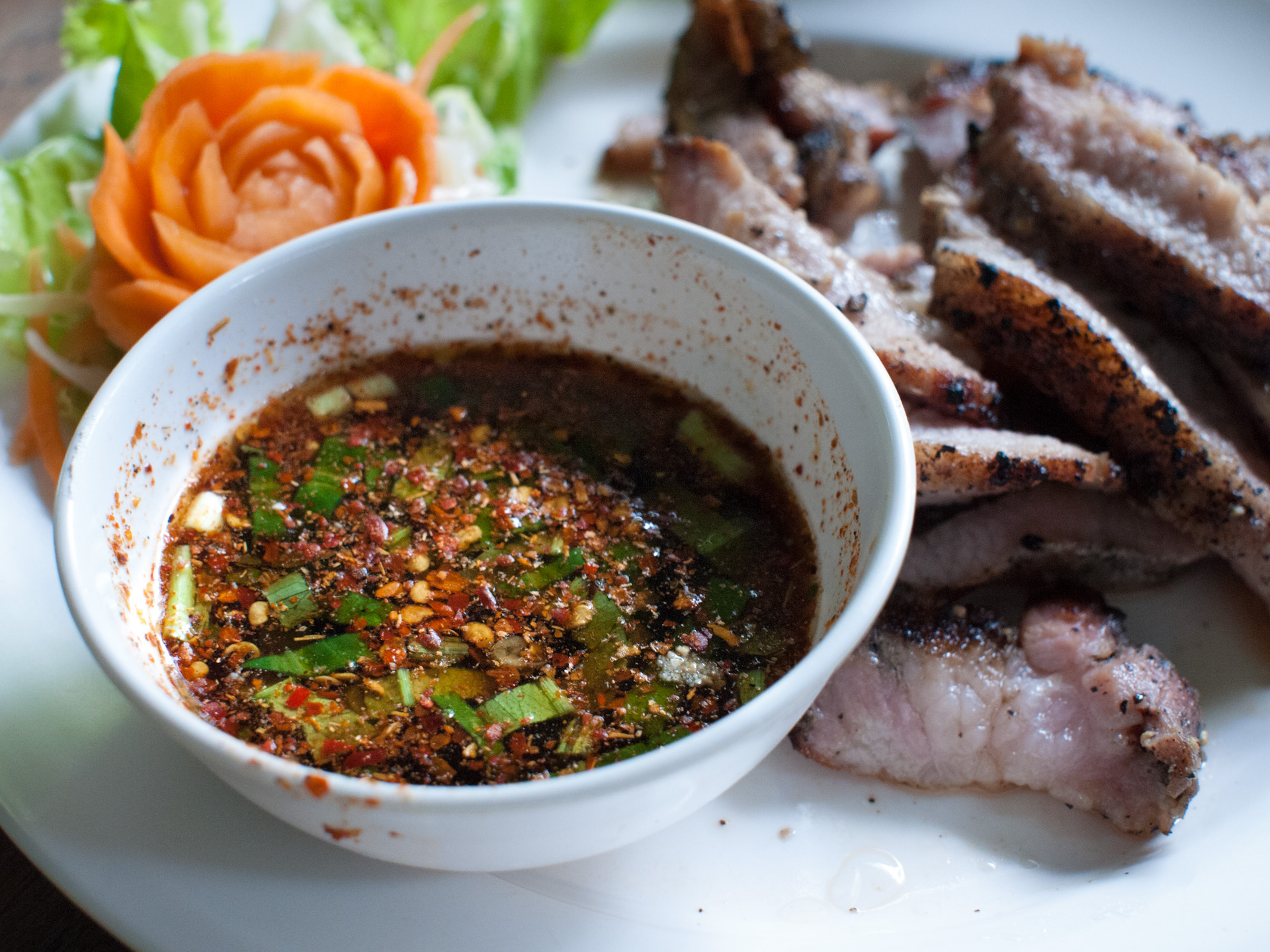
Нам чім чаео

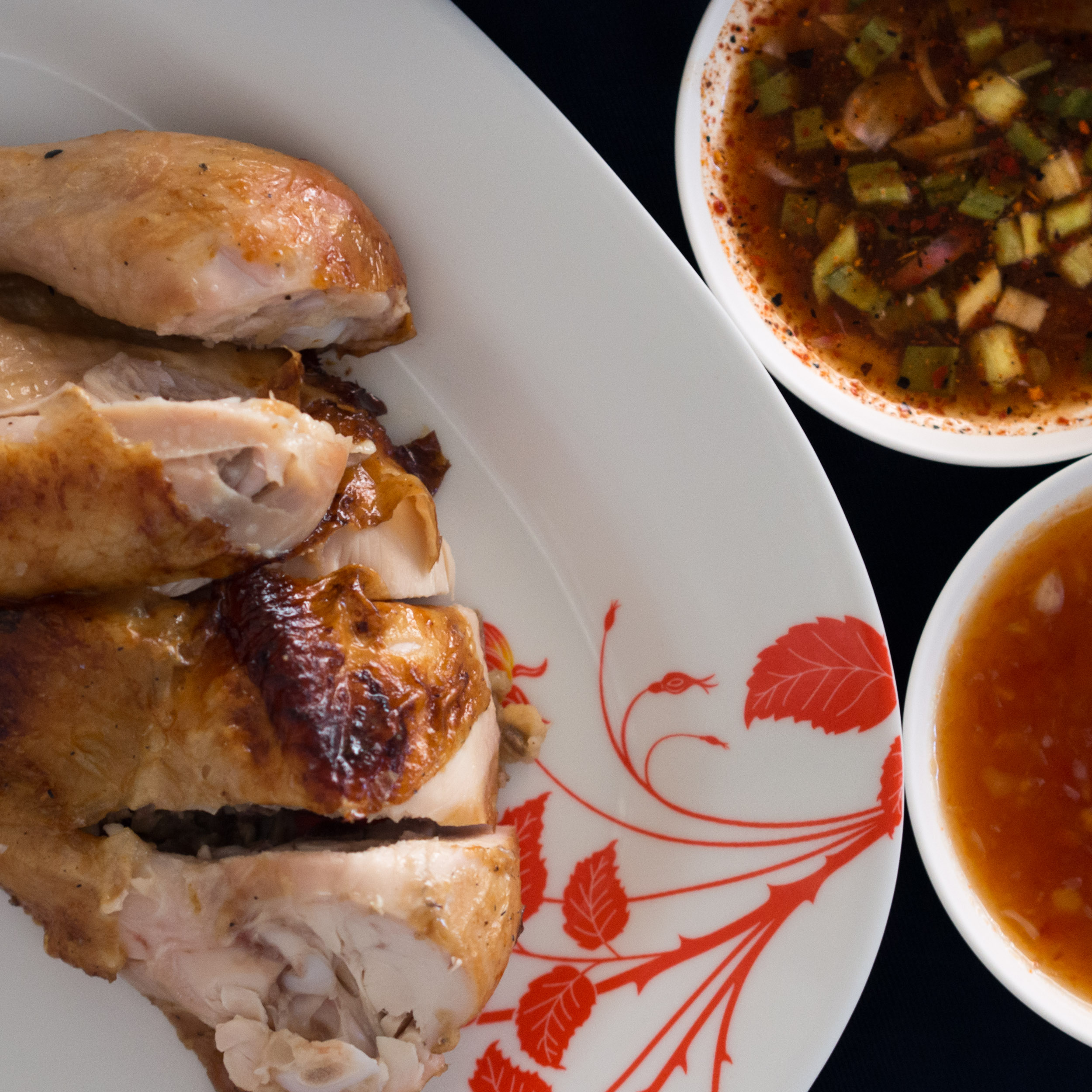
М'ясо з двома соусами нам чім

Нам чім, нам джім (тай. น้ำจิ้ม) — тайський дип-соус. Може мати різні інгредієнти, що змішують у ступі, та комбінацію смаків (солоний, солодкий, гострий та кислий). Має бути більш водянистий ніж тайська гостра паста нам пхрік.

## Варіанти
- Нам чім паеса (тай. น้ำจิ้มแป๊ะซะ) соус для морепродуктів готують соус з пальмового цукру, часнику, рибного соусу, соку лайму, перців чилі та зелені.[1]
- Нам чім кай (тай. น้ำจิ้มไก่) солодкий соус з чилі з консистенцією сиропу. Використовується найчастіше для печеної курки.
- Нам чім чаео (тай. น้ำจิ้มแจ่ว) соус, що виготовляється зі смаженого чилі та смаженого липкого рису, рибного соусу, соку лайму, цукру та трав.[2]
- Нам чім сате (тай. น้ำจิ้มสะเต๊ะ) соус з арахісом. Їдять з тайським сате.